# Estación de Saint-Cloud
La estación de Saint-Cloud es una estación ferroviaria francesa situada en la comuna homónima, en el departamento de Altos del Sena, al oeste de París. Pertenece a las líneas L y U del Transilien, nombre comercial empleado por la SNCF para denominar su red de trenes de cercanías en la región parisina.
En 2003, fue utilizada por más de 4 millones de pasajeros.

## Historia
Fue inaugurada el 2 de agosto de 1832 por los Chemins de fer de Paris à Saint-Cloud et Versailles, dentro del marco de una pequeña línea, la segunda más antigua de la región parisina que unía París con Versailles. En 1853, se integró en los Ferrocarriles del oeste que fueron absorbidos por los Ferrocarriles Estatales en 1908. Finalmente, en 1938, recaló en manos de la actual SNCF. 
En 1976, se construyó la estación actual, la antigua llamada Napoleón III, está a 130 metros de la nueva y se usa ahora como oficinas.
Desde 1999 es operada como tal por dos líneas del Transilien. 

## Descripción
La estación se encuentra a apenas 9 kilómetros de París. 
Dispone de dos andenes centrales y de siete vías, de las cuales 3 son de garaje. En 2010 fue reformada para dotarla de ascensores facilitando así su uso a las personas con discapacidad.  